# Der Vetter aus Dingsda
Personnages
- Julia de Weert (soprano)
- August Kuhbrot (ténor)
- Hannchen, Freundin von Julia (soubrette)
- Roderich de Weert (ténor-bouffon)
- Josef Kuhbrot, l'oncle de Julia (basse-bouffon)
- Wilhelmine Kuhbrot, sa femme (alto)
- Egon von Wildenhagen (ténor-bouffon)
- Hans (Baryton)
- Karl (basse)

Airs
- Onkel und Tante, ja, das sind Verwandte, die man am liebsten nur von hinten sieht.
- Strahlender Mond, der am Himmelszelt thront.
- O werter, verehrter, von Liebe Betörter.
- Hallo, hallo, hier rief’s doch irgendwo – Ich hab’ mich verlaufen – Sag’ an, wer bist du? – Ich bin nur ein armer Wandergesell.
- Ganz unverhofft kommt oft das Glück – Wenn du glaubst, dass ich weiß, wer das ist – Der Roderich, der Roderich.
- Weißt du noch, wie wir als Kinder gespielt? – Kindchen, du musst nicht so schrecklich viel denken! Küss mich, und alles wird gut.
- Ich hab an sie nur stets gedacht.
- Sieben Jahre lebt’ ich in Batavia.
- Nicht wahr, hier ist’s wie im Zauberreich? – Und im Märchen, da wurden die beiden ein Paar – Ich bin nur ein armer Wandergesell.
- Ach, Heil’ger Nikolaus.
- Ganz unverhofft kommt oft das Glück – Im Namen des Gesetzes! – Er ist’s, er ist’s, der Augustin!.

Der Vetter aus Dingsda (en français : Le Cousin de Dingsda)  est une opérette d'Eduard Künneke sur un livret de Herman Haller et Fritz Oliven.

## Argument
Premier acte
La jeune Julia, riche héritière du château de Weert, supporte difficilement la tutelle de l'oncle Josef et de la tante Wilhelmine, dits "Josse" et "Wimpel". Elle est d'accord avec son amie Hannchen ! Elle attend avec impatience sa majorité et le retour de son cousin Roderich, parti pour Java il y a sept ans à Dingsda en Asie de l'Est. Elle lui avait juré alors une loyauté éternelle et lui avait offert une bague en gage.
L'oncle et la tante ont des plans de mariage complètement différents pour la nièce. Le neveu de Josse, August Kuhbrot, est censé gagner le cœur de Julia et avec elle son argent. Et le second tuteur de Juliette, von Wildenhagen, elle, veut marier son fils Egon. Mais Julia ne rêve que de Roderich.
Le soir de sa majorité, un inconnu se tient devant le château et prétend s'être égaré. Lorsqu'on lui demande qui il est, il se présente comme un pauvre compagnon. Julia croit à une farce. Elle invite le vagabond et lui offre une chambre dans le château pour y passer la nuit. Tout en le divertissant, elle lui raconte son amour éternel pour son cousin à Batavia.
Deuxième acte
Le lendemain matin, l'inconnu se présente à l'oncle Josse et à la tante Wimpel comme leur neveu, sans donner son nom. Les deux le prennent immédiatement pour Roderich, qui est revenu de Batavia, et ne sont pas très heureux, car cela signifierait que les chances de mariage d'August Kuhbrot seraient perdues. L'étranger les laisse dans son erreur, il est tombé amoureux de Julia et espère gagner son cœur en tant que Roderich.
Julia n'est pas sûre que l'inconnu soit vraiment Roderich et lui demande : « Tu te souviens comment nous jouions quand nous étions enfants ? Parfois je pense, peut-être que ce n'est pas toi, et puis j'ai tellement honte… » Il la distrait : « Petite, tu n'as pas à penser si terriblement. Embrasse-moi et tout ira bien ! »
Les deux sont d'accord, et le bonheur de Julia semble parfait. Vient ensuite le refoulé Egon von Wildenhagen, dont le père a entre-temps fait des recherches, et rapporte que le cousin Roderich était encore à Batavia il y a six semaines et ne peut pas encore être arrivé, puisque le prochain navire n'arrive à Hambourg qu'aujourd'hui !
« Dis-moi si tu es Roderich ! » demande Julia. – « M'aimes-tu seulement quand je suis Roderich ? » Le compagnon de voyage avoue qu'il n'est pas le Roderich bien-aimé de Julia et qu'il ne veut pas l'être non plus. « Je ne suis qu'un pauvre compagnon, bonne nuit, chère fille, bonne nuit. » Triste, Julia laisse partir l'inconnu, bien qu'elle l'aime, car elle ne veut pas rompre le serment d'allégeance qu'elle a prêté à Roderich il y a sept ans.
Troisième acte
Un autre inconnu apparaît dans une automobile devant le château. L'amie de Julia, Hannchen, tombe amoureuse du drôle de type au premier regard. Mais lorsqu'il se présente comme le vrai Roderich de Weert, Hannchen est consternée : toutes ces années, Roderich n'a pas du tout pensé à Julia ! Comment va-t-elle le prendre ? Hannchen suggère à Roderich de se présenter à Julia sous le nom d'August Kuhbrodt, afin qu'elle le rejette immédiatement.
L'oncle Josse apprend que son neveu August est arrivé en train avant-hier. Mais le jeune homme n'est jamais arrivé au château de Weert ! Lui est-il arrivé quelque chose ? L'étrange compagnon l'a-t-il attaqué et tué ? Avec l'aide de ses serviteurs Hans et Karl, son oncle et sa tante veulent l'arrêter. Ensuite, le vrai Roderich apparaît comme un faux August et explique qu'il n'a pas été tué. L'oncle et la tante lui demandent à Julia de venir immédiatement.
Julia le rejette. Puis le supposé August et vrai Roderich lui dit que son amour d'enfance ne la vaut pas, qu'il n'a jamais prêté le serment de loyauté au sérieux quand il était enfant et s'est fiancé à quelqu'un d'autre. Pour le prouver, il lui montre la bague qu'elle lui a offerte il y a sept ans. Julia est consternée : à cause de lui, elle a renvoyé son compagnon bien-aimé !
L'amoureux de Julia explique qu'il s'agit d'August Kuhbrot, qu'elle voulait chasser de la ferme avec des chiens mais: « Pour moi, tu es Roderich, mon Roderich ! » Hannchen obtient le vrai Roderich, « et tu seras mon August ! », et pour Egon von Wildenhagen, il n'a qu'une issue : « Tu vas à Batavia ! ».

## Adaptations
- 1934 : réalisation : Georg Zoch, avec Ernst Behmer, Werner Finck, Lien Deyers, Lizzi Holzschuh, Walter von Lennep, Rudolf Platte, Paul Heidemann, Jakob Tiedtke. Sortie : 11 septembre 1934
- 1953 : réalisation : Karl Anton, avec Vera Molnar, Gerhard Riedmann, Grethe Weiser, Joachim Brennecke, Irene von Meyendorff, Hans Richter, Gunther Philipp, Kurt Pratsch-Kaufmann. Sortie : 26 novembre 1953
- 1970 : réalisation : Willy van Hemert, avec Mieke Bos, Ernst Schütz, Monika Dahlberg, Peter Garden, Willy Millowitsch, Brigitte Mira, Johnny Kraaykamp. Diffusé en 1970 sur la ZDF.

## Source de la traduction
- (de) Cet article est partiellement ou en totalité issu de l’article de Wikipédia en allemand intitulé « Der Vetter aus Dingsda » (voir la liste des auteurs).